# Zelenopláštník trnkový
Zelenopláštík trnkový (Hemithea aestivaria) je můra z čeledi píďalkovití (Geometridae).

## Areál rozšíření
Můry se vyskytují v jižní a střední Evropě a na Blízkém východě v listnatých lesích v oblastech bohatých na keře a na živých plotech, ale také v zahradách a parcích.

## Popis
Všechna křídla jsou obvykle tmavě zelená se šedými a bílými, jakoby kostkovanými třásněmi a s úzkými bílými proužky (dva na předním, jeden na zadním křídle). Zelené zbarvení má tendenci neblednout v průběhu času. Zadní končetiny mají ostře zalomené konce, což dává můře velmi výrazný tvar. Rozpětí křídel je 30–35 mm. Létá převážně za soumraku a za noci v červnu a červenci.
Larva je zelená s červenohnědými a černými znaky ve tvaru V podél zadní strany. Mladá larva se živí většinou na rostlinách, později se však živí listy stromů a keřů.

## Galerie

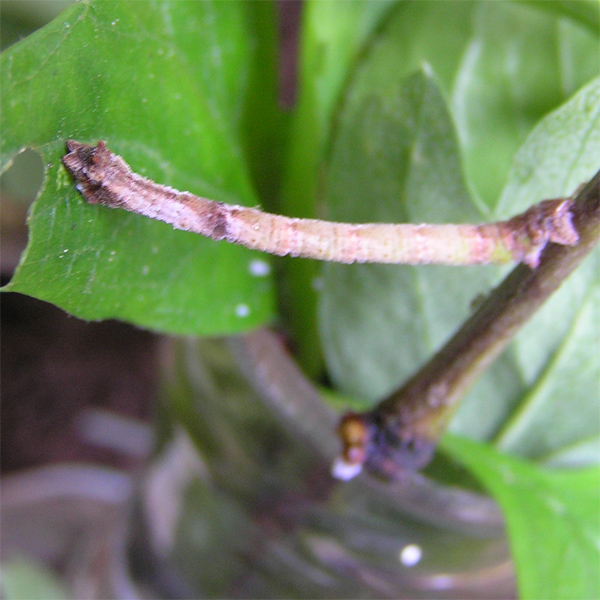
Larva
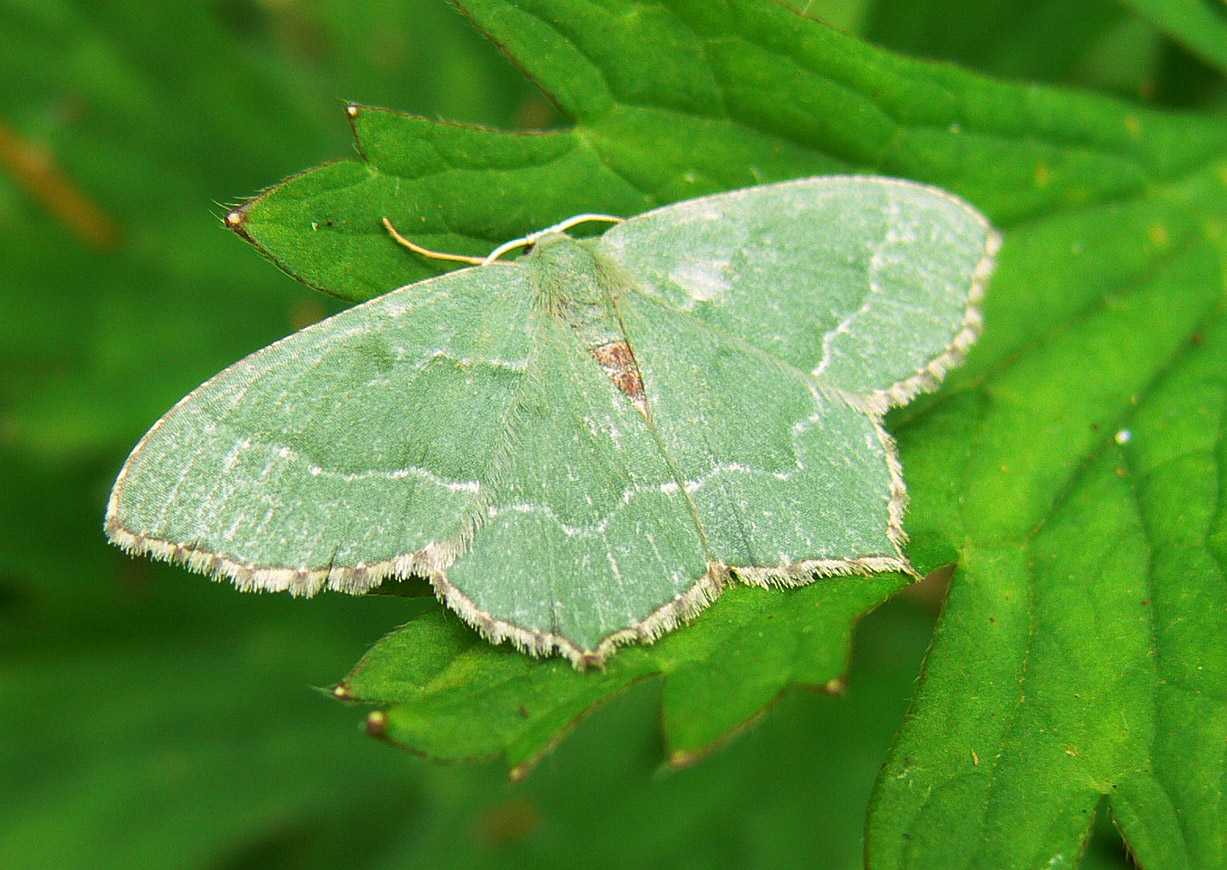
Dospělá můra
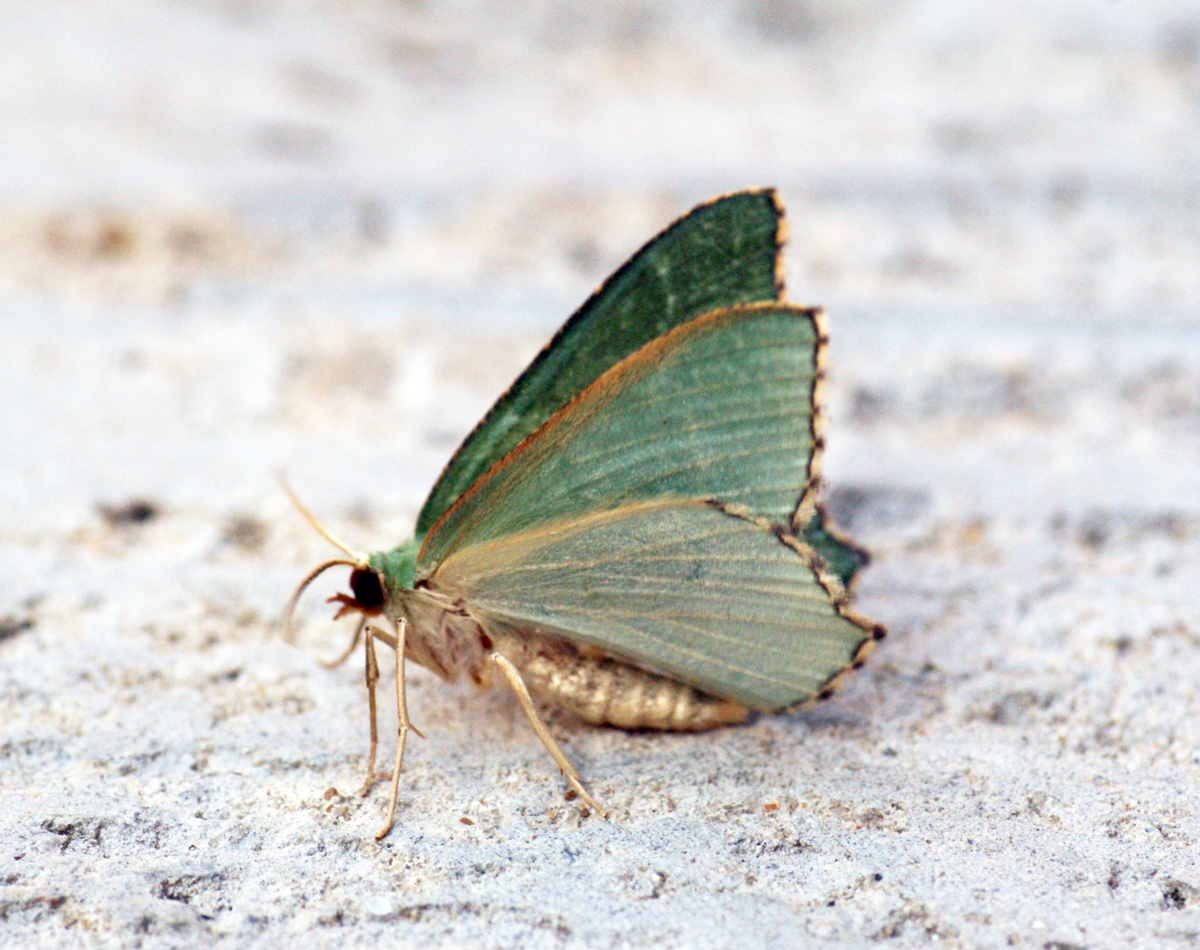
Ventrální pohled
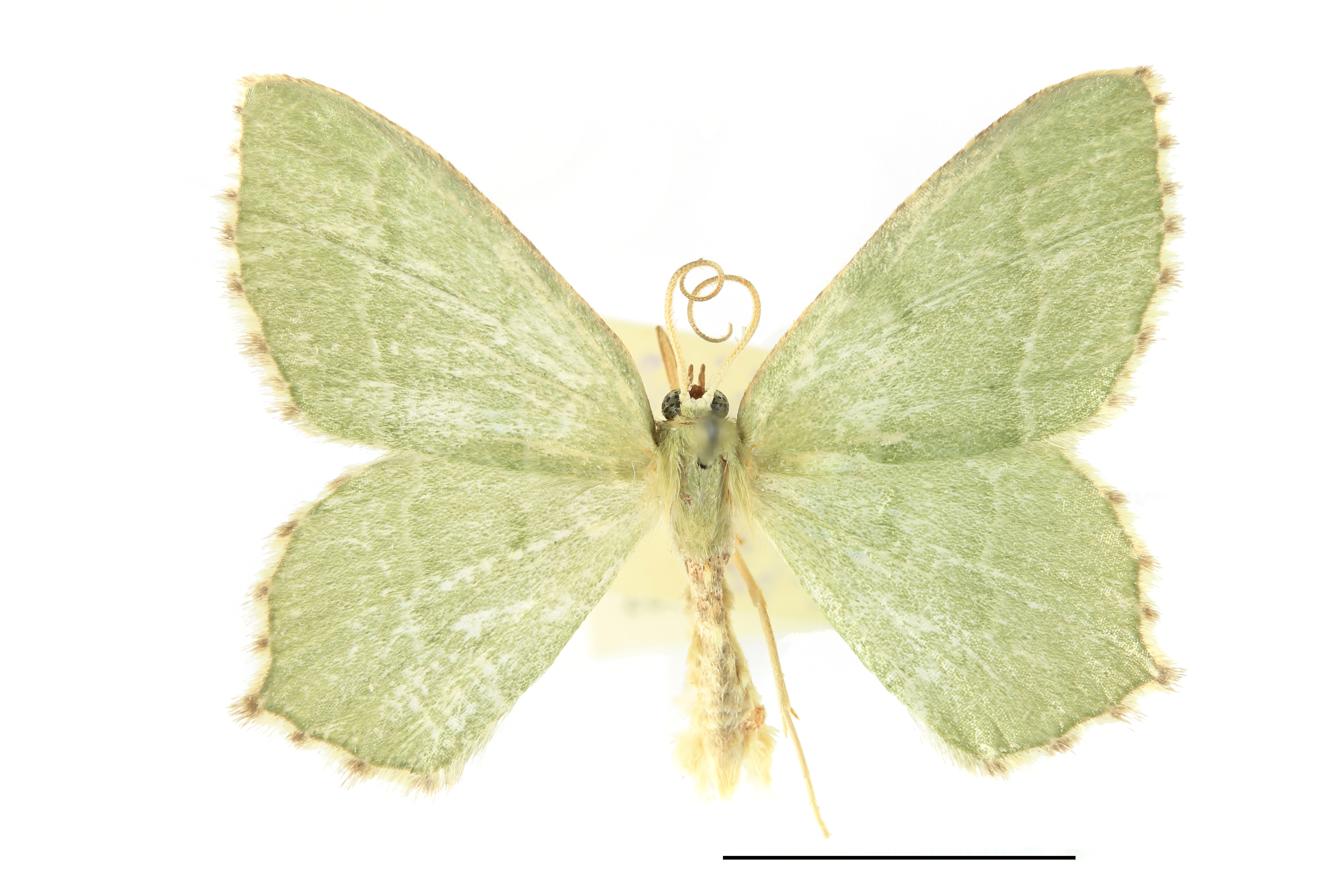
Muzejní exemplář